# Brits idealisme

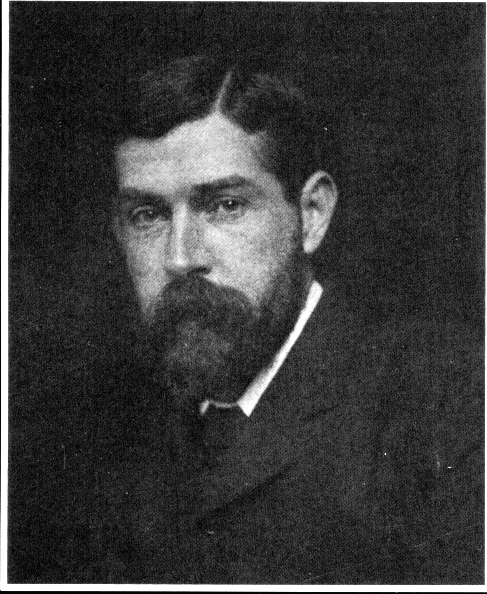
Francis Herbert Bradley, wellicht de bekendste Britse idealist

Het Brits idealisme is een vorm van absoluut idealisme en was een filosofische stroming die invloedrijk was in Groot-Brittannië van het midden van de negentiende eeuw tot het begin van de twintigste eeuw. De belangrijkste vertegenwoordigers van deze stroming waren T.H. Green (1836–1882), F.H. Bradley (1846–1924) en Bernard Bosanquet (1848–1923). Een tweede generatie Britse idealisten bestond uit John McTaggart, H.H. Joachim, J.H. Muirhead en G.R.G. Mure. Het Brits idealisme is met name ook belangrijk, omdat het als afzetpunt diende voor filosofen als G.E. Moore en Bertrand Russell, die als tegenreactie hierop de analytische methode ontwikkelden.
Het Brits idealisme werd gekenmerkt door enkele brede kenmerken, onder andere:
1. Het geloof in één absolute werkelijkheid. De realiteit wordt opgevat als een enkelvoudige allesomvattende realiteit waarop alles in de wereld teruggaat.
2. De hoge waardering voor de rede zowel als middel om deze absolute werkelijkheid te begrijpen als het kenmerk bij uitstek van die werkelijkheid zelf.
3. Een fundamentele onwil om de dichotomie tussen gedachten en objecten te accepteren. Britse idealisten pleiten ervoor dat gedachten en objecten heel sterk verbonden zijn.

## Inhoud
Het Brits idealisme kwam grotendeels voort uit het Duits idealisme met vertegenwoordigers als Immanuel Kant en G.W.F. Hegel. Zo kunnen in het werk van Bradley zekere sporen van een dialectisch denken teruggevonden worden. Maar het Britse idealisme moet niet vereenzelvigd worden met het Duits idealisme of gelijkgesteld worden met de filosofie van Hegel. Britse idealisten als Green zagen misschien Kant en Hegel als een langverwachte verlossing van het Britse empirisme van David Hume en John Locke en het utilitaristische filosofie van John Stuart Mill en Henry Sidgwick, maar niet alle Britse idealisten beriepen zich op het Duits idealisme of erkenden de invloed ervan.
De filosofie van de Britse idealisten wordt vooral gekenmerkt door hun idee over de de inhoud van kennis. Zo gaan ze ervan uit dat alle ideeën met elkaar verbonden zijn. Deze opvatting is geënt op het werk van Hegel en diens coherentietheorie van de waarheid. De wetenschap, de godsdienst en de poëzie kunnen zo niet van elkaar gescheiden worden, maar vormen een eenheid. De taak van de filosofie zit dan ook in de samenhang van dit geheel te bestuderen en te expliciteren. Ook stellen zij in navolging hiervan dat de verscheidene filosofische disciplines slechts verschillende perspectieven zijn op dit absolute geheel.:3f
Een opvatting waartegen het Brits idealisme zich vooral afzette was het - wat zij beschouwden als - broos en atomistisch individualisme dat naar voren kwam in onder andere het werk van Herbert Spencer. Zij plaatsten daar de idee tegenover dat een mens altijd een sociaal wezen is en dus veel sterker is verbonden met de omgeving en medemensen dan het werk van Spencer of zijn volgelingen doen lijken. Het individu wordt bepaald door de samenleving en kan niet zonder begrepen worden. Ze trokken dit echter niet door op de wijze dat Hegel het deed en concretiseerden of verwerkelijkten de Staat niet. Zo stelde Green dat alleen in het individu waarden teruggevonden kunnen worden en dat het bestaan van de Staat slechts gerechtvaardigd was in de mate dat deze bijdroeg aan het verwezenlijken van die individuele waarden. Ook riepen de Britse idealisten op theorie en praktijk niet los van elkaar te zien en dus willen zij dat de wetenschappen betrokken werden in politieke debatten.:6f In die zin sloten ze enigszins aan op Amerikaanse pragmatisme.

### Ondergang en nalatenschap
Het was voornamelijk door het werk van Russell en Moore dat het Britse idealisme aan invloed inboette. Ondanks dat zij beiden in deze traditie waren opgevoed, keerden zij zich ertegen. Moore had hevige kritiek tegen dit idealisme. Zo schrijft hij:
That ‘to be true’ means to be thought in a certain way is, therefore, certainly false. Yet this assertion plays the most central part in Kant's ‘Copernical Revolution’ of philosophy, and renders worthless the whole mass of modern literature, to which that revolution has given rise, and which is called Epistemology.
Moores betoogde ook tegen de stelling dat alles onderling is verbonden en samenhangt (in het absolute). Hij stelde allereerst dat de bewijslast bij de verdedigers van deze opvatting ligt, aangezien dit idee sterk ingaat tegen de alledaagse opvattingen over de waargenomen zaken. Zo hebben is er geen sprake van het spontane idee dat als er een ding in de wereld wordt veranderd, daarmee ook noodzakelijk de hele werkelijkheid veranderd wordt. Moore haalde ook de logische wet van Leibniz erbij, die stelt dat iets wat in relaties verschilt ook moet verschillen in identiteit. Het Brits idealisme lijkt deze wet te schenden. Sommige auteurs zijn niet al te zeer onder de indruk van deze argumenten van Moore en stellen dat - wil het Brits idealisme werkelijk weerlegd worden - er dieper gegraven moet worden en daar de aard van bijvoorbeeld Bradleys monisme geëxpliciteerd moet worden. Pas dan zou aangetoond kunnen worden dat er iets mis met het Brits idealisme is of niet.
Na Moore en Russell keerde de Britse filosofie zich nogmaals tegen de metafysica in zijn geheel. Een uitzondering hierop is misschien wel het latere werk van R.G. Collingwood. Collingwood wilde ondanks een zekere idealistische invloed niet bestempeld worden als idealist, aangezien hij het niet eens was met de sterke rationalistische aannames die zo typerend waren voor het Britse idealisme aan het einde van de negentiende eeuw. Ook de filosoof Michael Oakeshott wordt, voornamelijk door zijn boek Experience and Its Modes uit 1933 tot deze stroming gerekend.
Brits idealisme had voor de rest ook een zekere invloed in de Verenigde Staten. Zo kan het vroege werk van Josiah Royce als neo-Hegeliaans worden getypeerd. Ook de Amerikaanse rationalist Brand Blanshard onderging een sterke invloed van Bradley, Bosanquet en Green. Een andere bekende filosoof waar het Brits idealisme zijn stempel op drukte, was John Dewey. Zo zijn de vroege werken van Dewey, namelijk Psychology (1887) en Leibniz's New Essays Concerning the Human Understanding (1888) sterke beïnvloed. Hij poogde in Psychology tot een synthese te komen tussen enerzijds dit idealisme en anderzijds de experimentele wetenschap. Later echter, door enerzijds de confrontatie met William James' boek Principles of Psychology (1891) en anderzijds de evolutieleer van Charles Darwin, veranderde Dewey van richting. De invloed van het Brits idealisme was er dus wel, maar verdween al snel, voornamelijk omdat in de Anglosaksische landen een nieuwe concurrent opdook: de analytische filosofie.